# Mati (vriendin)
Een mati (letterlijk vriend of vriendin in het Sranantongo) is in de Afro-Surinaamse cultuur een vrouw die seksuele relaties onderhoudt met een of meer vriendinnen. Deze vrouwen zien zichzelf echter niet als lesbiennes en ze hebben vaak ook relaties met mannen. Hun relatievorm is verweven met de wintireligie: in mati's zou een mannelijke geest huizen die jaloers wordt als zij seksuele omgang met een man hebben.
Socioloog Gloria Wekker beschreef in haar boek 'The Politics of Passion: Women's Sexual Culture in the Afro-Surinamese Diaspora' de cultuur van het 'mati wroko' (Nederlands: vriendinnenwerk) in deze Afro-Surinaamse cultuur. Volgens Wekker worden de seksuele relaties gezien als een vorm van gedrag (en niet als uiting van een genderidentiteit of een homoseksuele geaardheid), waarbij het geslacht van de partner niet het relevantst is. In de Europese cultuur wordt lesbianisme doorgaans beschouwd als het tegenovergestelde van heteroseksualiteit; in deze perceptie is men lesbisch. Lesbianisme geldt in dat geval wel als een genderidentiteit.
De mati-relatievorm komt oorspronkelijk uit West-Afrika en is daar, bijvoorbeeld in Ghana, nog in een aangepaste vorm terug te vinden.